# Wasil Garwanljew
Wasil Garwanljew (mac. Васил Гарванлиев; ur. 2 listopada 1984 w Strumicy) – macedoński piosenkarz.

## Życiorys
W 2019 był jednym z wokalistów wspierających Tamarę Todewską podczas jej występów w 64. Konkursie Piosenki Eurowizji w Tel Awiwie. W 2020 nadawca publiczny Macedonii Północnej MRT mianował go na reprezentanta Macedonii Północnej z utworem „You” w Konkursie Piosenki Eurowizji, jednak konkurs został odwołany ze względu na pandemię COVID-19. W styczniu 2021 ogłoszono, że będzie reprezentował kraj w 65. Konkursie Piosenki Eurowizji, a dwa miesiące później wypuścił swój konkursowy utwór „Here I Stand”. Do piosenki nakręcił teledysk, w którym pojawiło się dzieło sztuki nawiązujące do flagi Bułgarii, co spowodowało wiele kontrowersji. Dodatkowo fakt, iż wokalista posiada bułgarskie obywatelstwo, był przedmiotem krytyki opinii publicznej w Macedonii Północnej, która zorganizowała petycję odwołania Garwanljewa z funkcji reprezentanta kraju w konkursie. W odpowiedzi na krytykę nadawca publiczny MRT poinformował, że została utworzona specjalna komisja, której celem było zdecydowanie, czy piosenkarz powinien reprezentować kraj w konkursie w Rotterdamie. Ostatecznie zdecydowano, iż pozostanie reprezentantem kraju w konkursie. 18 maja 2021 wystąpił w pierwszym półfinale Eurowizji i zajął 15. miejsce, przez co nie zakwalifikował się do stawki finałowej.

## Dyskografia

### Utwory
- 1994: „Marionka” („Марионка”)
- 2007: „Pomogni Mi” („Помогни Ми”)
- 2018: „Gerdan” („Ѓердан”)
- 2019: „Патувам” („Патувам”)
- 2020: „You(inne języki)”
- 2020: „Mojata Ulica” („Мојата Улица”)
- 2020: „PriKazna” („ПриКазна”)
- 2021: „SudBina” („СудБина”)
- 2021: „Here I Stand(inne języki)”